# Tiro a segno ai I Giochi panamericani giovanili
Le competizioni di tiro a segno ai I Giochi panamericani giovanili si sono svolte dal 26 al 28 novembre a Cali, in Colombia

## Podi

### Ragazzi
| Evento       | Oro              | Argento          | Bronzo              |
| Pistola 10m  | Ricardo Valencia | Caio de Almeida  | Remington Smith     |
| Carabina 10m | Rylan Kissell    | John Blanton III | Daniel Vidal Molina |

### Ragazze
| Evento       | Oro            | Argento          | Bronzo       |
| Pistola 10m  | Suman Sanghera | Katelyn Abeln    | Andre Ibarra |
| Carabina 10m | Mary Tucker    | Elizabeth Nieves | Katie Zaun   |

### Misto
| Evento                 | Oro                                       | Argento                                  | Bronzo                                                 |
| Pistola 10m a squadre  | Stati Uniti Katelyn Abeln Remington Smith | Messico Andrea Ibarra Ricardo Valencia   | Brasile Caio de Almeida Sara da Rosa                   |
| Carabina 10m a squadre | Stati Uniti Mary Tucker Rylan Kissell     | Messico Carlos Quintero Elizabeth Nieves | Cile Allison Aguilera Sánchez Cristobal Robles Morales |